# Zone de Police
Pour les articles homonymes, voir Zip et ZP.
Une zone de police ou ZP (en néerlandais : Politiezones ou PZ) est une des 178 subdivisions de la police locale en Belgique, instituées par la réforme des polices du 1er janvier 2001. Initialement au nombre de 196, leur nombre est ramené à 178 au 1er janvier 2025.

## Histoire
Avant la réforme des polices, il y avait un corps de police communale par commune, travaillant en parallèle avec la police judiciaire et la gendarmerie.
Depuis le 1er janvier 2001 et la mise en place de la nouvelle police intégrée découpée en deux niveaux (fédéral et local), un nouveau découpage en 196 « zone de police » ou « zones interpolice » (ZIP) est mis en place pour la police locale ; après plusieurs fusions à partir de 2011 le nombre de zones est réduit à 178 au 1er janvier 2025 dont 37 monocommunales et 141 intercommunales,.

### Évolution du découpage
Le découpage des zones de police a évolué en région flamande à partir de 2011 avant de voir la première fusion de zones wallonnes en 2023.
- Les zones Lanaken (5386) et Maasmechelen (5387) ont fusionné le 1er octobre 2011 pour former la zone Lanaken-Maasmechelen (5853)[3] ;
- Les zones GAOZ (5384) et Houthalen-Helchteren (5378) ont fusionné le 1er juillet 2014 pour former la zone MidLim (5888)[3] ;
- Les zones Beveren (5430) et Sint-Gillis-Waas/Stekene (5431) ont fusionné le 1er janvier 2015 pour former la zone Waasland-Noord (5904)[3] ;
- Les zones Willebroek (5357) et Mechelen (5358) ont fusionné le 1er janvier 2015 pour former la zone Mechelen/Willebroek (PZ MeWi) (5906)[4],[3] ;
- Les zones Beersel (5404), Halle (5413) et Sint-Pieters-Leeuw (5414) ont fusionné le 1er janvier 2016 pour former la zone Zennevallei (5905)[5],[3] ;
- Les zones HAZODI (5370) et West-Limburg (5374) ont fusionné le 1er janvier 2016 pour former la zone Limburg Regio Hoofdstad (5907)[6],[3] ;
- Les zones Dijleland (5397) et Tervuren (5398) ont fusionné le 1er janvier 2017 pour former la zone Voer & Dijle (VODI) (5908)[7],[3] ;
- Les zones MidLim (5888) et Noordoost Limburg (5385) ont fusionné le 1er janvier 2018 pour former la zone CARMA (5909)[8],[3] ;
- Les zones LAN (5390) et Tienen/Hoegaarden (5392) ont fusionné le 1er janvier 2019 pour former la zone Getevallei (5910)[9],[3] ;
- Les zones Deinze-Zulte (5420) et LoWaZoNe (5422) ont fusionné le 1er janvier 2019 pour former la zone Deinze-Zulte-Lievegem (5911)[3] ;
- Les zones Klein-Brabant (5356) et Mechelen/Willebroek (5906) ont fusionné le 1er janvier 2023 pour former la zone Rivierenland (5913)[10] ;
- Les zones Anderlues-Binche (5332) et Lermes (5333) ont fusionné le 1er juillet 2023 pour former la zone de Binche-Anderlues-Lermes (5912)[11] ;
- Les zones Aalter (5423) et Maldegem (5424) ont fusionné le 1er janvier 2024 pour former la zone Aalter/Maldegem (5914)[12] ;
- Les zones Kanton Borgloon (5379) et Tongeren/Herstappe (5380) ont fusionné le 1er janvier 2025 pour former la zone Haspengouw (5962)[13] ;
- Les zones Kanton Zwijndrecht (5346), Kruibeke/Temse (5433) et Waasland-Noord (5904) ont fusionné le 1er janvier 2025 pour former la zone Scheldewaas (5964)[14],[15] ;
- Les zones Vlaamse Ardennen (5425) et Brakel (5426) ont fusionné le 1er janvier 2025 pour former la zone Vlaamse Ardennen (5915)[16].

Le 1er janvier 2027, les six zones de police de la région de Bruxelles-Capitale fusionneront en une zone unique. Plus largement à l'échelle nationale, le nombre de zones pourrait être réduite à une quarantaine.
Le 1er janvier 2025, ont lieu des redécoupages de zones, principalement liées à des fusions communales :
- Borsbeek quitte la zone MINOS pour la zone Antwerpen[19] ;
- Alken et Kortessem quitte la zone Kanton Borgloon pour la zone Limburg Regio Hoofdstad[20] ;
- Moerbeke quitte la zone Regio Puyenbroek pour la zone Lokeren[21] ;
- Meulebeke quitte la zone MIDOW pour la zone Regio Tielt[22].

## Statut et organisation
Les zones de police monocommunales sont gérées par les mêmes organes que la commune : le conseil communal, le collège communal et le bourgmestre. Les zones pluricommunales sont dotées d'un conseil de police composé de conseillers communaux cooptés par leurs pairs au sein des conseils des communes membres, et dirigées par des collèges de police, composés des bourgmestres des communes membres.
Chaque zone de police dispose d'un conseil zonal de sécurité constitué du ou des bourgmestres, du procureur du Roi, du chef de corps de la police locale et du directeur coordonnateur administratif de la police fédérale (ou son délégué). Ce conseil définit le plan zonal de sécurité et la coordination des missions de police administrative et judiciaire.
Les zones de police sont autonomes et indépendantes de la police fédérale. Les policiers locaux (appartenant donc à une zone de police) exercent leurs missions de police administrative et de police judiciaire sous l'autorité des bourgmestres (et subsidiairement sous l'autorité du gouverneur ou du ministre de l'Intérieur) pour les premières, et  sous le contrôle de l'autorité judiciaire et notamment du procureur du Roi, pour les secondes[réf. souhaitée].

## Liste des zones de police

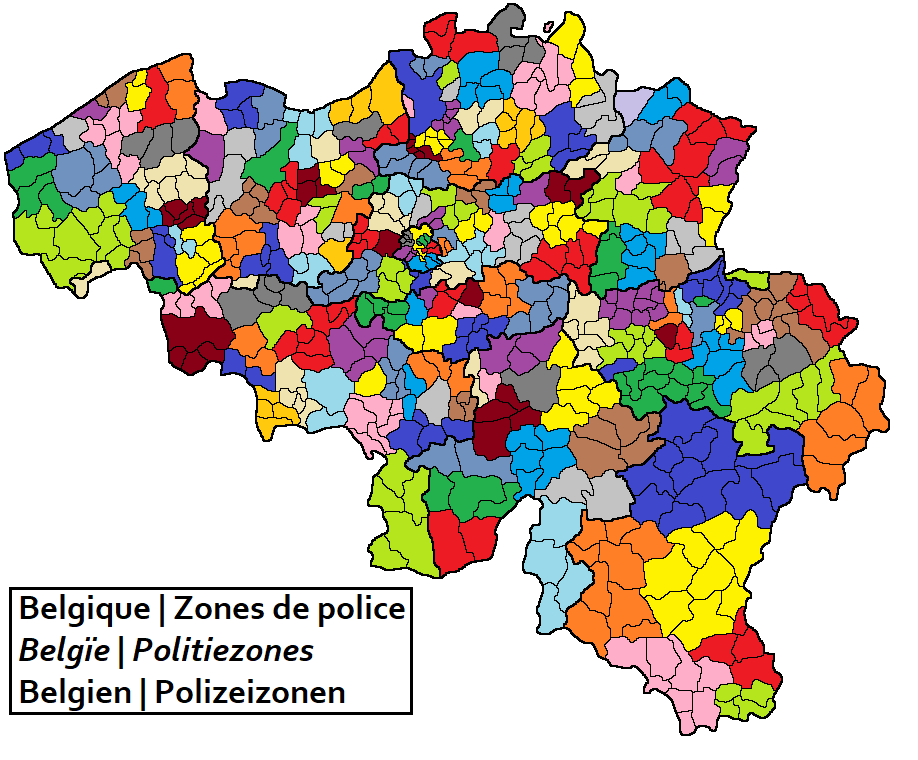
Zones de police en Belgique, au 1er juillet 2023

### Région wallonne
La Région wallonne est subdivisée en 71 zones de police:

#### Province du Brabant wallon
| Code | Nom                           | Communes                                                                      |
| ---- | ----------------------------- | ----------------------------------------------------------------------------- |
| 5267 | ZP Nivelles-Genappe           | Genappe et Nivelles                                                           |
| 5268 | ZP Ouest Brabant Wallon       | Braine-le-Château, Ittre, Rebecq et Tubize                                    |
| 5269 | ZP La Mazerine                | La Hulpe, Lasne et Rixensart                                                  |
| 5270 | ZP Orne-Thyle                 | Chastre, Court-Saint-Étienne, Mont-Saint-Guibert, Villers-la-Ville et Walhain |
| 5271 | ZP Wavre                      | Wavre                                                                         |
| 5272 | ZP Ardennes Brabançonnes      | Beauvechain, Chaumont-Gistoux, Grez-Doiceau et Incourt                        |
| 5273 | ZP Braine-l'Alleud            | Braine-l'Alleud                                                               |
| 5274 | ZP Waterloo                   | Waterloo                                                                      |
| 5275 | ZP Ottignies-Louvain-la-Neuve | Ottignies-Louvain-la-Neuve                                                    |
| 5276 | ZP Brabant Wallon Est         | Hélécine, Jodoigne, Orp-Jauche, Perwez et Ramillies                           |

#### Province de Liège
| Code | Nom                      | Communes                                                                                            |
| ---- | ------------------------ | --------------------------------------------------------------------------------------------------- |
| 5277 | ZP Liège                 | Liège                                                                                               |
| 5278 | ZP Seraing-Neupré        | Neupré et Seraing                                                                                   |
| 5279 | ZP Herstal               | Herstal                                                                                             |
| 5280 | ZP Beyne-Fléron-Soumagne | Beyne-Heusay, Fléron et Soumagne                                                                    |
| 5281 | ZP Basse Meuse           | Bassenge, Blegny, Dalhem, Juprelle, Oupeye et Visé                                                  |
| 5282 | ZP Flémalle              | Flémalle                                                                                            |
| 5283 | ZP Secova                | Aywaille, Chaudfontaine, Esneux, Sprimont et Trooz                                                  |
| 5284 | ZP Ans/Saint-Nicolas     | Ans et Saint-Nicolas                                                                                |
| 5285 | ZP Grâce-Hollogne/Awans  | Awans et Grâce-Hollogne                                                                             |
| 5286 | ZP Hesbaye               | Berloz, Crisnée, Donceel, Faimes, Fexhe-le-Haut-Clocher, Geer, Oreye, Remicourt et Waremme          |
| 5287 | ZP des Fagnes            | Jalhay, Spa et Theux                                                                                |
| 5288 | ZP Pays de Herve         | Aubel, Baelen, Herve, Limbourg, Olne, Plombières, Thimister-Clermont et Welkenraedt                 |
| 5289 | ZP Vesdre                | Dison, Pepinster et Verviers                                                                        |
| 5290 | ZP Stavelot-Malmedy      | Lierneux, Malmedy, Stavelot, Stoumont, Trois-Ponts et Waimes                                        |
| 5291 | PZ Eifel                 | Amblève, Bullange, Burg-Reuland, Butgenbach et Saint-Vith                                           |
| 5292 | PZ Weser-Göhl            | Eupen, La Calamine, Lontzen et Raeren                                                               |
| 5293 | ZP Hesbaye Ouest         | Braives, Burdinne, Hannut, Héron, Lincent et Wasseiges                                              |
| 5294 | ZP Meuse-Hesbaye         | Amay, Engis, Saint-Georges-sur-Meuse, Verlaine, Villers-le-Bouillet et Wanze                        |
| 5295 | ZP Huy                   | Huy                                                                                                 |
| 5296 | ZP Du Condroz            | Anthisnes, Clavier, Comblain-au-Pont, Ferrières, Hamoir, Marchin, Modave, Nandrin, Ouffet et Tinlot |

#### Province de Luxembourg
| Code | Nom                              | Communes |
| ---- | -------------------------------- | --- |
| 5297 | ZP Arlon/Attert/Habay/Martelange | Arlon, Attert, Habay et Martelange                                                                                                   |
| 5298 | ZP Sud-Luxembourg                | Aubange, Messancy, Musson et Saint-Léger                                                                                             |
| 5299 | ZP de Gaume                      | Chiny, Étalle, Florenville, Meix-devant-Virton, Rouvroy, Tintigny et Virton                                                          |
| 5300 | ZP Famenne-Ardenne               | Durbuy, Érezée, Gouvy, Hotton, Houffalize, La Roche-en-Ardenne, Manhay, Marche-en-Famenne, Nassogne, Rendeux, Tenneville et Vielsalm |
| 5301 | ZP Centre Ardenne                | Bastogne, Fauvillers, Léglise, Libramont-Chevigny, Neufchâteau, Sainte-Ode et Vaux-sur-Sûre                                          |
| 5302 | ZP Semois et Lesse               | Bertrix, Bouillon, Daverdisse, Herbeumont, Libin, Paliseul, Saint-Hubert, Tellin et Wellin                                           |

#### Province de Namur
| Code | Nom                      | Communes                                           |
| ---- | ------------------------ | -------------------------------------------------- |
| 5303 | ZP Namur                 | Namur                                              |
| 5304 | ZP Orneau-Mehaigne       | Éghezée, Gembloux et La Bruyère                    |
| 5305 | ZP des Arches            | Andenne, Assesse, Fernelmont, Gesves et Ohey       |
| 5306 | ZP Entre Sambre et Meuse | Floreffe, Fosses-la-Ville, Mettet et Profondeville |
| 5307 | ZP Samsom                | Sambreville et Sombreffe                           |
| 5308 | ZP Jemeppe-sur-Sambre    | Jemeppe-sur-Sambre                                 |
| 5309 | ZP Flowal                | Florennes et Walcourt                              |
| 5310 | ZP Houille-Semois        | Beauraing, Bièvre, Gedinne et Vresse-sur-Semois    |
| 5311 | ZP des 3 Vallées         | Couvin et Viroinval                                |
| 5312 | ZP Haute-Meuse           | Anhée, Dinant, Hastière, Onhaye et Yvoir           |
| 5313 | ZP Lesse et Lhomme       | Houyet et Rochefort                                |
| 5314 | ZP Condroz-Famenne       | Ciney, Hamois, Havelange et Somme-Leuze            |
| 5315 | ZP Hermeton et Heure     | Cerfontaine, Doische et Philippeville              |

#### Province de Hainaut
| Code | Nom                                   | Communes                                                              |
| ---- | ------------------------------------- | --------------------------------------------------------------------- |
| 5316 | ZP Du Tournaisis (L1)                 | Antoing, Brunehaut, Rumes et Tournai                                  |
| 5317 | ZP Mouscron (L2)                      | Mouscron                                                              |
| 5318 | ZP Comines-Warneton (L3)              | Comines-Warneton                                                      |
| 5319 | ZP Belœil/Leuze-en-Hainaut (L4)       | Belœil et Leuze-en-Hainaut                                            |
| 5320 | ZP Du Val de l'Escaut (L5)            | Celles, Estaimpuis, Mont-de-l'Enclus et Pecq                          |
| 5321 | ZP Bernissart/Péruwelz (L6)           | Bernissart et Péruwelz                                                |
| 5322 | ZP Ath (L7)                           | Ath                                                                   |
| 5323 | ZP Des Collines (L8)                  | Ellezelles, Flobecq, Frasnes-lez-Anvaing et Lessines                  |
| 5324 | ZP Mons-Quévy                         | Mons et Quévy                                                         |
| 5325 | ZP La Louvière                        | La Louvière                                                           |
| 5326 | ZP De Sylle et Dendre                 | Brugelette, Chièvres, Enghien, Jurbise, Lens et Silly                 |
| 5327 | ZP Boraine                            | Boussu, Colfontaine, Frameries, Quaregnon et Saint-Ghislain           |
| 5328 | ZP Haute Senne                        | Braine-le-Comte, Écaussinnes, Le Rœulx et Soignies                    |
| 5329 | ZP Des Hauts-Pays                     | Dour, Hensies, Honnelles et Quiévrain                                 |
| 5330 | ZP Charleroi                          | Charleroi                                                             |
| 5331 | ZP Aiseau-Presles/Châtelet/Farciennes | Aiseau-Presles, Châtelet et Farciennes                                |
| 5912 | ZP Binche-Anderlues-Lermes            | Binche, Anderlues, Erquelinnes, Estinnes, Merbes-le-Château et Lobbes |
| 5334 | ZP Botte du Hainaut                   | Beaumont, Chimay, Froidchapelle, Momignies et Sivry-Rance             |
| 5335 | ZP Du Mariemont                       | Chapelle-lez-Herlaimont, Manage, Morlanwelz et Seneffe                |
| 5336 | ZP des Trieux                         | Courcelles et Fontaine-l'Évêque                                       |
| 5337 | ZP Brunau                             | Fleurus, Les Bons Villers et Pont-à-Celles                            |
| 5338 | ZP Germinalt                          | Gerpinnes, Ham-sur-Heure-Nalinnes, Montigny-le-Tilleul et Thuin       |

### Région de Bruxelles-Capitale
La Région de Bruxelles-Capitale est subdivisée en 6 zones de police:
| Code | Nom                           | Communes                                                                    |
| ---- | ----------------------------- | --------------------------------------------------------------------------- |
| 5339 | ZP Bruxelles Capitale Ixelles | Ville de Bruxelles et Ixelles                                               |
| 5340 | ZP Bruxelles-Ouest            | Molenbeek-Saint-Jean, Koekelberg, Jette, Ganshoren et Berchem-Sainte-Agathe |
| 5341 | ZP Midi                       | Anderlecht, Forest et Saint-Gilles                                          |
| 5342 | ZP Marlow                     | Auderghem, Uccle et Watermael-Boitsfort                                     |
| 5343 | ZP Montgomery                 | Etterbeek, Woluwe-Saint-Lambert et Woluwe-Saint-Pierre                      |
| 5344 | ZP Polbruno                   | Evere, Saint-Josse-ten-Noode et Schaerbeek                                  |

### Région flamande
La Région flamande est subdivisée en 101 zones de police:

#### Province d'Anvers
| Code | Nom                      | Communes                                                                    |
| ---- | ------------------------ | --------------------------------------------------------------------------- |
| 5345 | PZ Antwerpen             | Anvers                                                                      |
| 5347 | PZ Rupel                 | Boom, Hemiksem, Niel, Rumst et Schelle                                      |
| 5348 | PZ Noord                 | Kapellen et Stabroek                                                        |
| 5349 | PZ Hekla                 | Aartselaar, Edegem, Hove, Kontich et Lint                                   |
| 5350 | PZ Grens                 | Essen, Kalmthout et Wuustwezel                                              |
| 5351 | PZ Minos                 | Boechout, Mortsel, Wijnegem et Wommelgem                                    |
| 5352 | PZ Brasschaat            | Brasschaat                                                                  |
| 5353 | PZ Schoten               | Schoten                                                                     |
| 5354 | PZ Zara                  | Ranst et Zandhoven                                                          |
| 5355 | PZ Voorkempen            | Brecht, Malle, Schilde et Zoersel                                           |
| 5359 | PZ Bodukap               | Bonheiden, Duffel, Putte et Wavre-Sainte-Catherine                          |
| 5360 | PZ Lier                  | Lierre                                                                      |
| 5361 | PZ Berlaar-Nijlen        | Berlaar et Nijlen                                                           |
| 5362 | PZ Heist                 | Heist-op-den-Berg                                                           |
| 5363 | PZ Noorderkempen         | Hoogstraten, Merksplas et Rijkevorsel                                       |
| 5364 | PZ Regio Turnhout        | Baerle-Duc, Beerse, Kasterlee, Lille, Vieux-Turnhout, Turnhout et Vosselaar |
| 5365 | PZ Zuiderkempen          | Herselt, Hulshout et Westerlo                                               |
| 5366 | PZ Geel-Laakdal-Meerhout | Geel, Laakdal et Meerhout                                                   |
| 5367 | PZ Kempen Noord-Oost     | Arendonk, Ravels et Réthy                                                   |
| 5368 | PZ Balen-Dessel-Mol      | Balen, Dessel et Mol                                                        |
| 5369 | PZ Neteland              | Grobbendonk, Herentals, Herenthout, Olen et Vorselaar                       |
| 5913 | PZ Rivierenland          | Malines, Willebroek, Bornem et Puers-Saint-Amand                            |

#### Province de Limbourg
| Code | Nom                                    | Communes                                                                        |
| ---- | -------------------------------------- | ------------------------------------------------------------------------------- |
| 5371 | PZ Lommel                              | Lommel                                                                          |
| 5372 | PZ Hano                                | Hamont-Achel et Pelt                                                            |
| 5373 | PZ Beringen/Ham/Tessenderlo            | Beringen et Tessenderlo-Ham                                                     |
| 5375 | PZ Heusden-Zolder                      | Heusden-Zolder                                                                  |
| 5376 | PZ Sint-Truiden/Gingelom/Nieuwerkerken | Gingelom, Nieuwerkerken et Saint-Trond                                          |
| 5377 | PZ Kempenland                          | Hechtel-Eksel, Bourg-Léopold et Peer                                            |
| 5381 | PZ Bilzen/Hoeselt/Riemst               | Bilzen-Hoeselt et Riemst                                                        |
| 5382 | PZ Voeren                              | Fourons                                                                         |
| 5383 | PZ Maasland                            | Dilsen-Stokkem et Maaseik                                                       |
| 5853 | PZ Lanaken-Maasmechelen                | Lanaken et Maasmechelen                                                         |
| 5907 | PZ Limburg Regio Hoofdstad             | Alken, Diepenbeek, Halen, Herck-la-Ville, Lummen, Hasselt et Zonhoven           |
| 5909 | PZ CARMA                               | As, Bocholt, Bree, Genk, Houthalen-Helchteren, Kinrooi, Oudsbergen et Zutendaal |
| 5962 | PZ Haspengouw                          | Heers, Herstappe, Tongres-Looz et Wellen                                        |

#### Province du Brabant flamand
| Code | Nom                                    | Communes                                                  |
| ---- | -------------------------------------- | --------------------------------------------------------- |
| 5388 | PZ Leuven                              | Louvain                                                   |
| 5389 | PZ Hageland                            | Bekkevoort, Geetbets, Glabbeek, Kortenaken et Tielt-Winge |
| 5391 | PZ Bierbeek/Boutersem/Holsbeek/Lubbeek | Bierbeek, Boutersem, Holsbeek et Lubbeek                  |
| 5393 | PZ Herko                               | Herent et Cortenbergh                                     |
| 5394 | PZ Aarschot                            | Aarschot                                                  |
| 5395 | PZ Haacht                              | Boortmeerbeek, Haacht et Keerbergen                       |
| 5396 | PZ Demerdal-DSZ                        | Diest et Montaigu-Zichem                                  |
| 5399 | PZ BRT                                 | Begijnendijk, Rotselaar et Tremelo                        |
| 5400 | PZ Zaventem                            | Zaventem                                                  |
| 5401 | PZ Wokra                               | Kraainem et Wezembeek-Oppem                               |
| 5402 | PZ Druivenstreek                       | Hoeilaart et Overijse                                     |
| 5403 | PZ Rode / ZP Rhode                     | Drogenbos, Linkebeek et Rhode-Saint-Genèse                |
| 5405 | PZ Pajottenland                        | Biévène, Pajottegem, Lennik et Pepingen                   |
| 5406 | PZ Dilbeek                             | Dilbeek                                                   |
| 5407 | PZ Tarl                                | Affligem, Liedekerke, Roosdaal et Ternat                  |
| 5408 | PZ Amow                                | Asse, Merchtem, Opwijk et Wemmel                          |
| 5409 | PZ K-L-M                               | Capelle-au-Bois, Londerzeel et Meise                      |
| 5410 | PZ Grimbergen                          | Grimbergen                                                |
| 5411 | PZ Vilvoorde/Machelen                  | Machelen et Vilvorde                                      |
| 5412 | PZ Kastze                              | Kampenhout, Steenokkerzeel et Zemst                       |
| 5905 | PZ Zennevallei                         | Beersel, Hal, Leeuw-Saint-Pierre                          |
| 5908 | PZ Voer & Dijle (VODI)                 | Bertem, Huldenberg, Oud-Heverlee et Tervueren             |
| 5910 | PZ Getevallei                          | Hoegaarden, Landen, Linter, Léau et Tirlemont             |

#### Province de Flandre-Orientale
| Code | Nom                                     | Communes                                                           |
| ---- | --------------------------------------- | ------------------------------------------------------------------ |
| 5415 | PZ Gent                                 | Gand                                                               |
| 5416 | PZ Regio Puyenbroeck                    | Lochristi et Zelzate                                               |
| 5417 | PZ Meetjesland Centrum                  | Eeklo, Kaprijke et Saint-Laurent                                   |
| 5418 | PZ Regio Rhode en Schelde               | Destelbergen, Merelbeke-Melle et Oosterzele                        |
| 5419 | PZ Schelde-Leie                         | Gavere, Nazareth-La Pinte et Sint-Martens-Latem                    |
| 5421 | PZ Assenede/Evergem                     | Assenede et Everghem                                               |
| 5427 | PZ Ronse                                | Renaix                                                             |
| 5428 | PZ Geraardsbergen/Lierde                | Grammont et Lierde                                                 |
| 5429 | PZ Herzele/Sint-Lievens-Houtem/Zottegem | Herzele, Hautem-Saint-Liévin et Zottegem                           |
| 5432 | PZ Sint-Niklaas                         | Saint-Nicolas                                                      |
| 5434 | PZ Lokeren                              | Lokeren                                                            |
| 5435 | PZ Hamme/Waasmunster                    | Hamme et Waasmunster                                               |
| 5436 | PZ Berlare/Zele                         | Berlare et Zele                                                    |
| 5437 | PZ Buggenhout/Lebbeke                   | Buggenhout et Lebbeke                                              |
| 5438 | PZ Wetteren/Laarne/Wichelen             | Laarne, Wetteren et Wichelen                                       |
| 5439 | PZ Denderleeuw/Haaltert                 | Denderleeuw et Haaltert                                            |
| 5440 | PZ Aalst                                | Alost                                                              |
| 5441 | PZ Erpe-Mere/Lede                       | Erpe-Mere et Lede                                                  |
| 5442 | PZ Ninove                               | Ninove                                                             |
| 5443 | PZ Dendermonde                          | Termonde                                                           |
| 5911 | PZ Deinze-Zulte-Lievegem                | Deinze, Lievegem et Zulte                                          |
| 5914 | PZ Aalter/Maldegem                      | Aalter et Maldeghem                                                |
| 5964 | PZ Scheldewaas                          | Beveren-Kruibeke-Zwijndrecht, Saint-Gilles-Waes, Stekene et Tamise |

#### Province de Flandre-Occidentale
| Code | Nom                        | Communes |
| ---- | -------------------------- | --- |
| 5444 | PZ Brugge                  | Bruges |
| 5445 | PZ Blankenberge/Zuienkerke | Blankenberge et Zuyenkerque                                                                                      |
| 5446 | PZ Damme/Knokke-Heist      | Damme et Knokke-Heist                                                                                            |
| 5447 | PZ Het Houtsche            | Beernem, Oostkamp et Zedelghem                                                                                   |
| 5448 | PZ Regio Tielt             | Ardoye, Lichtervelde, Pittem, Tielt et Wingene                                                                   |
| 5449 | PZ Oostende                | Ostende |
| 5450 | PZ Bredene/De Haan         | Bredene et Le Coq                                                                                                |
| 5451 | PZ Middelkerke             | Middelkerke |
| 5452 | PZ Gistel                  | Gistel, Ichtegem, Jabbeke, Oudenburg et Thourout                                                                 |
| 5453 | PZ Riho                    | Hooglede, Izegem et Roulers                                                                                      |
| 5454 | PZ Midow                   | Dentergem, Ingelmunster, Oostrozebeke et Wielsbeke                                                               |
| 5455 | PZ Grensleie               | Ledegem, Menin et Wevelgem                                                                                       |
| 5456 | PZ Vlas                    | Courtrai, Cuerne et Lendelede                                                                                    |
| 5457 | PZ Mira                    | Anseghem, Avelgem, Espierres-Helchin, Waregem et Zwevegem                                                        |
| 5458 | PZ Gavers                  | Deerlijk et Harelbeke                                                                                            |
| 5459 | PZ Spoorkin                | Alveringem, Lo-Reninge et Furnes                                                                                 |
| 5460 | PZ Polder                  | Dixmude, Houthulst, Koekelare et Kortemark                                                                       |
| 5461 | PZ Westkust                | La Panne, Coxyde et Nieuport                                                                                     |
| 5462 | PZ Arro Ieper              | Heuvelland, Langemark-Poelkapelle, Messines, Moorslede, Poperinge, Staden, Vleteren, Wervicq, Ypres et Zonnebeke |
| 5915 | PZ Vlaamse Ardennen        | Brakel, Horebeke, Kluisbergen, Kruisem, Markedal, Oudenaarde, Wortegem-Petegem et Zwalin                         |